# Pelota mano
La pelota mano es una especialidad de la pelota vasca, jugándose tanto en frontón (frontón de 36 × 10 × 10 metros) como en trinquete, así como en plaza libre (esta última modalidad está muy extendida en el País Vasco francés). Se juega sin herramienta golpeando la pelota, que es de cuero, directamente con la mano, la cual únicamente se protege con esparadrapos y tela. A grandes rasgos, es un deporte que se puede jugar por parejas o en individual, y que consiste en que un jugador de la pareja tiene que golpear la pelota (antes de que dé dos botes en el suelo del frontón) con la mano y debe tocar en el frontis y luego botar en la zona delimitada de la cancha.
Es la modalidad de la pelota que se ha extendido más que ninguna otra, alcanzando la máxima cota como deporte profesional en España y Francia.

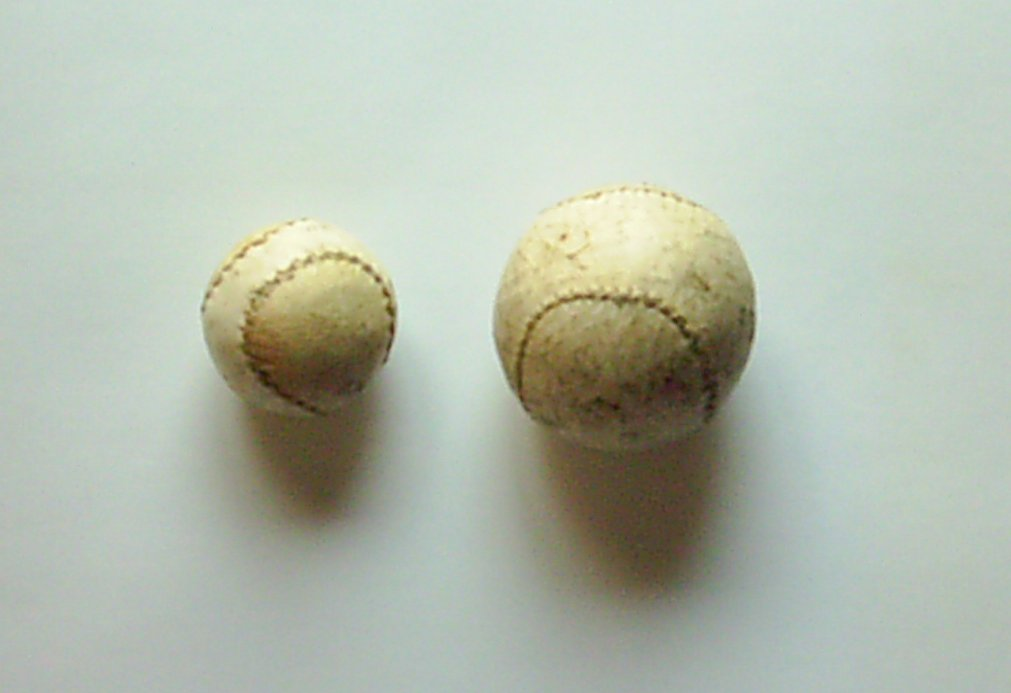
Comparación de una pelota de mano valenciana a la izquierda, con una de pelota vasca, a la derecha.

## Reglas
Normalmente juegan dos o cuatro personas (uno contra uno o dos contra dos). Si juegan cuatro personas, se hacen dos equipos, que suelen ser azules y rojos; el equipo de los colorados será aquel que tenga a la persona de mayor edad. Los jugadores están distribuidos por el frontón de tal forma que haya dos jugadores delante (delanteros) y otros dos detrás (zagueros), uno de cada equipo. Para saber quién empieza sacando se echa a suertes normalmente con una moneda; el delantero del equipo al que le toque sacar coge la pelota de cuero (estas pelotas son algo más pequeñas que las de tenis, pero más duras y pesadas) y se sitúa en la línea del 6, empieza a correr hacia delante hasta llegar a la línea 4 o de saque, momento en el que bota la pelota en el suelo y acto seguido la golpea con la palma de la mano, impulsando la pelota hacia la pared delantera del frontón, a fin de que la pelota rebote en la pared y se aleje de ella. Una vez que el delantero ha sacado, un jugador del otro equipo vuelve a golpear la pelota hacia la pared delantera y así sucesivamente.

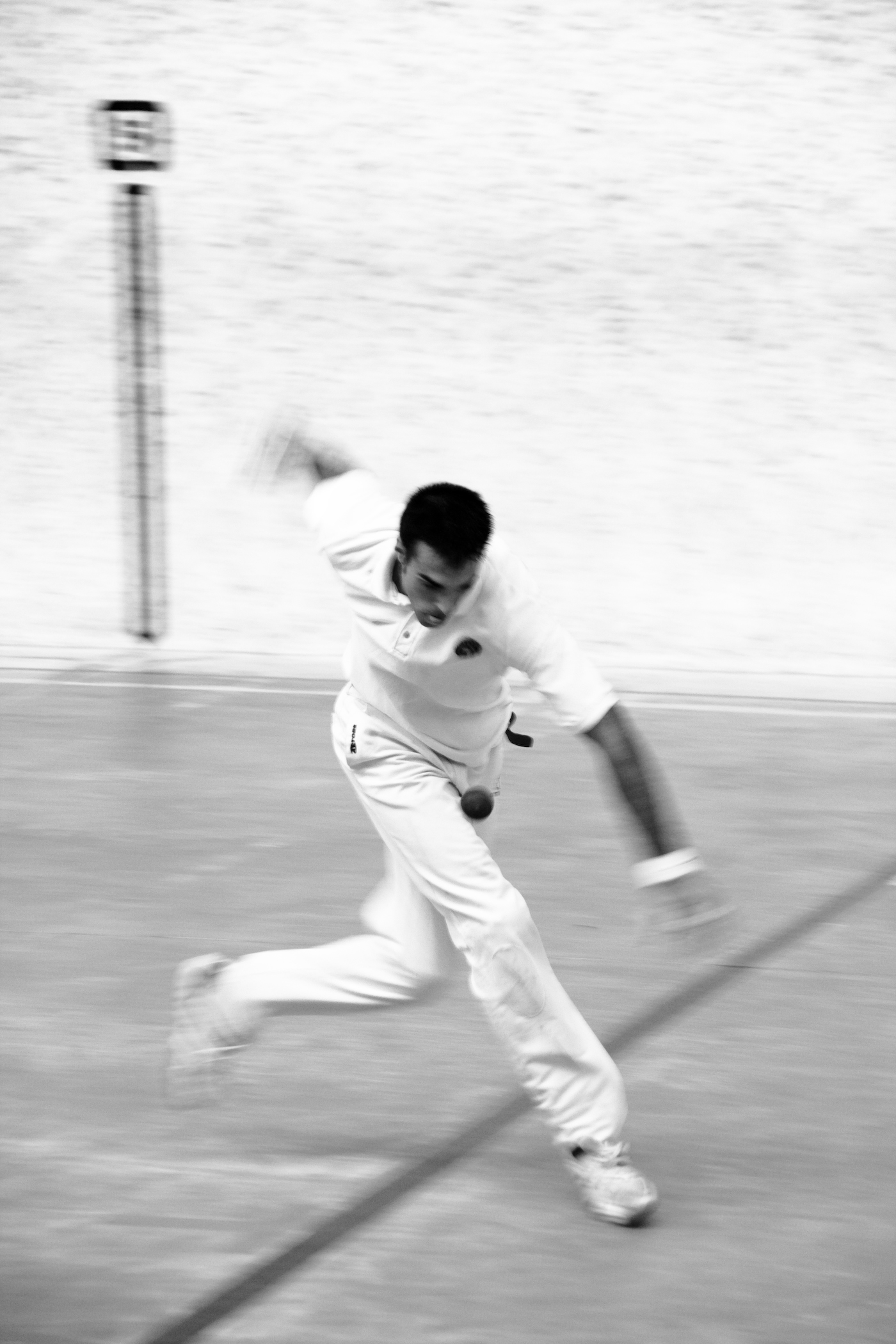
Pelotari en el momento del saque.

- Se consigue un tanto cuando un jugador del otro equipo no consigue que la pelota toque la pared delantera del frontón en su parte verde (ver fotografía). Si la pelota toca la zona azul en cualquier momento, es fallo. Ejemplo: si un jugador del equipo colorado lanza la pelota a cualquier zona azul del frontón, el tanto se le anota al equipo azul.
- La pelota solo puede botar una vez en el suelo; si bota más de una vez, es tanto para el rival.
- Ningún jugador puede coger la pelota, solo golpearla. (Solo se puede coger la pelota para sacar)
- Si la pelota bota fuera del frontón en su primer bote, se considera tanto del equipo contrario al que arroje fuera la pelota.
- Si un equipo tira la pelota a la línea blanca que delimita el frontón o a las chapas también blancas que hay en la pared delantera o a la línea blanca horizontal de la pared izquierda, es tanto del otro equipo. Las líneas blancas y amarillas del suelo y las verticales de la pared izquierda son únicamente para marcar zonas.
- En el saque, una vez que la pelota rebote contra la pared delantera, tiene que caer dentro de la zona delimitada por las líneas amarillas. Si cae por delante de la línea 4, es tanto del otro equipo. Si cae por detrás de la línea 7 o P es tanto del otro equipo.
- Después del saque, la pelota ya puede caer en cualquier zona que esté dentro del frontón.
- El partido es a 22 tantos sin límite de tiempo.

## Pelotaris más laureados
Estos son los pelotaris con más victorias en los tres principales campeonatos de la pelota mano.
Actualizado a 11 de abril de 2020.
| P  | Pelotari               | Manomanista | Parejas | Cuatro y Medio | Total |
| -- | ---------------------- | ----------- | ------- | -------------- | ----- |
| 1. | Julián Retegui         | 11          | 5       | 4              | 20    |
| 2. | Aimar Olaizola         | 4           | 3       | 7              | 14    |
| 3. | Juan Martínez de Irujo | 5           | 5       | 3              | 13    |
| 4. | Jokin Altuna           | 4           | 1       | 4              | 9     |
| 5. | Hilario Azkarate       | 6           | 0       | 0              | 6     |
| 5. | Juan Ignacio Retegui   | 6           | 0       | 0              | 6     |
| 5. | Fernando Arretxe       | 2           | 3       | 1              | 6     |
| 5. | Patxi Eugi             | 3           | 0       | 3              | 6     |
| 5. | Rubén Beloki           | 2           | 4       | 0              | 6     |
| 5. | Joseba Ezkurdia        | 0           | 3       | 3              | 6     |
| 6. | Antxon Maiz            | 0           | 5       | 0              | 5     |
| 6. | Augusto Ibáñez         | 0           | 4       | 1              | 5     |
| 6. | José Javier Zabaleta   | 0           | 0       | 5              | 5     |
| 7. | Mariano Juaristi       | 4           | 0       | 0              | 4     |
| 7. | Inaxio Errandonea      | 0           | 4       | 0              | 4     |
| 7. | Jorge Nagore           | 0           | 1       | 3              | 4     |
| 7. | Fernando Goñi          | 0           | 4       | 0              | 4     |
| 7. | Yves Salaberri         | 1           | 3       | 0              | 4     |
| 7. | Oinatz Bengoetxea      | 2           | 1       | 1              | 4     |

Nota: el Campeonato de España de mano parejas comenzó a disputarse regularmente en 1978. El Campeonato de Euskadi del Cuatro y Medio no se disputó entre los años 1958 y 1988.

## Competiciones
- Campeonato manomanista
- Campeonato de España de mano parejas
- Campeonato de Euskadi del Cuatro y Medio
- Campeonato Manomanista de Segunda Categoría